# Семиківці (гміна)
Гміна Семиківці — сільська гміна у Підгаєцькому повіті Тернопільського воєводства Другої Речі Посполитої. Адміністративним центром гміни було село Семиківці.
Гміна утворена 1 серпня 1934 року в рамках нового закону про самоврядування (23 березня 1933 року).
Площа гміни — 122,86 км²

Кількість житлових будинків — 2323

Кількість мешканців — 11103
Гміну створено на основі давніших сільських гмін: Багатківці, Бенева, Ішків, Маловоди, Раковець, Росохуватець, Семиківці, Соснів, Воля Голухівська.